# Casa Pau (Xerta)
Casa Pau també coneguda per l'antic casino o Círculo Chertense és un edifici de Xerta (Baix Ebre) protegit com a bé cultural d'interès local.

## Descripció
És un edifici que fa cantonada, de planta baixa, pis principal i golfes. Està tot arrebossat a excepció de la zona de la cantonada a la planta baixa cobert amb rajoles. La coberta està feta de teula àrab i bigues de fusta, molt típic a la població. Al primer pis de la façana principal hi ha quatre obertures d'arc rebaixat que donen totes a un balcó corregut.
Al primer pis hi ha quatre finestrals amb biaix exterior units per un balcó corregut al llarg de tota la façana principal. A les golfes hi ha unes petites finestres rectangulars.
La façana lateral dona al carrer Santa Anna, on s'hi obre un balcó al primer pis i dues finestres a les golfes.
L'interès principal del conjunt està en el seu potent ràfec amb l'acabament treballat de les bigues de fusta, especialment a la mènsula cantonera que representa un cap de drac amb escates, de la boca del qual surt una llengua de ferro en forma de punta de fletxa.

## Història
Abans de la guerra civil (1936- 1939) al primer pis estava ubicat el Círculo Chertense, el casino de la gent adinerada, societat contraposada al centre obrer Xertenc. Pertanyia aleshores a José Ricart, propietari de la fàbrica de torrons la Xertolina. En aquesta societat hi freqüentaven els burgesos i principals propietaris del poble. Hi havia un café que feia al mateix temps de sala d'actes on s'organitzaven tertúlies, reunions de negocis... També hi havia una biblioteca on es podia llegir -entre altres publicacions i llibres- la premsa del dia.